# Messerschmitt Me 290
O Messerschmitt Me 290 foi um projecto da Luftwaffe durante a Segunda Guerra Mundial. Desenvolvido pela Messerschmitt, estava destinado a ser uma aeronave pesada de bombardeamento, patrulha marítima e reconhecimento aéreo. O projecto nunca saiu da fase de planeamento.